# Eduard Hrubeš
Eduard Hrubeš (27. prosince 1936 Brno – 22. srpna 2021 Terezín) byl český konferenciér, moderátor, hudebník, scenárista a režisér.

## Dětství
Narodil se v Brně a měl bratra Pavla. Jeho otec, také Eduard, byl 34 let operním barytonistou v Janáčkově opeře v Brně. Ze syna Eduarda chtěl mít diplomata, proto se snažil rozvíjet jeho jazykové vzdělání. Mimo jiné jej dal na francouzské gymnázium.
Eduard Hrubeš měl od dětství rád vlaky a byl sběratelem jejich modelů. V roce 1946 vycestoval s Mezinárodním Červeným křížem na ozdravný pobyt do Švýcarska, kde se naučil německy. Díky americkým filmům se naučil angličtinu, ovládal i latinu, mluvil polsky, slovensky a rusky.
Eduard také soukromě navštěvoval hodiny hry na klavír a trubku, dále pak teorie hudby, harmonie a skladby, sám se naučil na kytaru a banjo.

## Vysokoškolská studia
V roce 1955 byl přijat na Vojenskou technickou akademii Antonína Zápotockého v Brně, kterou mu ale lékaři zakázali. Přihlásil se tedy na lesnickou fakultu Vysoké školy zemědělské v Brně, kterou po dvou letech opustil a absolvoval základní vojenskou službu. Zde založil hudební skupinu Vojenský polyekran. Posléze se vrátil na lesnickou fakultu, tu ale opět po roce opustil. Do roku 1968 studoval obor filmové a televizní publicistiky na FAMU. Na FAMU se při projekci filmu A co dále, Baltazare seznámil se svou budoucí manželkou Blankou.

## V Československé televizi
V roce 1967 začal pracovat v Armádní redakci Československé televize a moderoval i v rozhlase. V televizi ve dvojici se Štěpánkou Řehákovou a později se Saskii Burešovou uváděl čtrnáctideník Poštovní schránka, který byl určen vojákům základní služby.
Dne 20. srpna 1968 točil svůj absolventský film na téma nových metod výuky v armádě. Práci na filmu zhatila invaze vojsk Varšavské smlouvy do Československa a Hrubeš tedy studium na FAMU neuzavřel. Dne 21. srpna 1968 stihl se štábem v ulicích Prahy zdokumentovat situaci krátce po invazi.
Jeho moderátorská kariéra zahrnovala i oblíbený televizní pořad z roku 1969 Pokus pro dva, který spolu s Olgou Čuříkovou konferovali. Už v roce 1970 dobrovolně z Československé televize odešel. Ale ještě v roce 1971 s Pavlem Landovským provázeli Silvestrem 71.
Ve filmu Vražda v hotelu Excelsior nazpíval Hrubeš píseň Zavři očka, zavři za Josefa Langmilera.

## Konferenciér a Velkopopovická Kozlovka
Našel angažmá jako jeden z průvodců experimentem jménem Kinoautomat, který se po Expu 1967 přestěhoval do pražského kina Světozor.
Tento studovaný kameraman a filmový režisér byl kromě svého dlouholetého televizního moderování také velmi dobře znám jako konferenciér koncertů skupiny Greenhorns, Tanečního orchestru Československé televize, orchestrů Václava Hybše a Ladislava Štaidla, KTO a Komet.
Od roku 1978 se významně podílel na repertoáru a v letech 1980 až 1995 umělecky vedl netradiční dechovkovou kapelu Velkopopovická Kozlovka. Kromě aranžování písní hrál v souboru na banjo a trubku. Skupinou za dobu její existence prošla řada dnes sólových muzikantů, například saxofonista Viktor Kotrubenko, basový kytarista a zpěvák Josef Dodo Slávik či klarinetista a saxofonista Jan Janda.

## Návrat do televize, práce pro Český rozhlas a cena Senior Prix
S Marií Rottrovou spolupracoval jako scenárista na jejích pořadech. V roce 1985 se do televize vrátil a moderoval Kavárničku dříve narozených. V ostravském televizním studiu také v letech 1995 až 2007 moderoval úspěšný televizní pořad České televize Tak neváhej a toč!, kterému vymyslel název. V roce 1997 získali tvůrci tohoto zábavného pořadu diváckou cenu TýTý. V roce 2000 v duu s kamarádem Jiřím Melíškem sepsal svou autobiografii Neváhej a žij.
Eduard Hrubeš se uplatnil i jako moderátor pořadů U muziky a Hobby magazín, které vysílal Český rozhlas Region. Moderoval plesy, vzpomínkové rozhlasové pořady a byl dlouholetým průvodcem festivalu Středoevropský jazzový most v Hradci Králové. V roce 2009 získal cenu Senior Prix za celoživotní mistrovství.

## Spolupráce s StB
Podle publicistů Josefa Maracziho a Petra Cibulky byl Hrubeš veden v seznamech Státní bezpečnosti jako důvěrník. V květnu 2013 na chatu Dobrého rána na otázku diváka VPA: „Pracoval jste kdysi pro StB, jak se kdysi objevilo?“, Eduard Hrubeš odpověděl: „Určitě ne, i když mi kdosi přisoudil historky jiného občana.“

## Osobní život
Byl ženatý s kostýmní výtvarnicí Blankou Hrubešovou a narodila se jim dcera Blanka a syn Eduard. Manželé Hrubešovi byli prarodiči vnuček Adély a Emy a vnuka Jana, jejich zetěm byl herec Ivan Jiřík. Jeho žena Blanka Hrubešová na podzim roku 2012 prodělala mozkovou mrtvici, po roce a půl boje s nemocí zemřela.
Eduard Hrubeš zemřel 22. srpna 2021.